# Scheidt (Rhein-Lahn-Kreis)
Scheidt ist eine Ortsgemeinde im Rhein-Lahn-Kreis in Rheinland-Pfalz. Sie gehört der Verbandsgemeinde Diez an.

## Geschichte
Die erste schriftliche Erwähnung Scheidts im Zusammenhang mit einer adligen Familie „von Scheyde“ geht auf das Jahr 1348 zurück, die erste urkundliche Erwähnung war 1364. Es wird jedoch vermutet dass, der Ort bereits während des Baus der Laurenburg im Jahre 1192 existierte. Der Ort gehörte ab der Mitte des 17. Jahrhunderts zur Grafschaft Holzappel. Ab 1806 war Scheidt Teil des Amtes Diez im Herzogtum Nassau, das 1866 von Preußen annektiert wurde. Seit 1946 ist der Ort Teil des Landes Rheinland-Pfalz.
Die Einwohnerschaft entwickelte sich im 19. und 20. Jahrhundert wie folgt: 1843: 227 Einwohner, 1927: 298 Einwohner, 1964: 288 Einwohner.

## Religion
Scheidt ist der römisch-katholischen Gemeinde St. Bonifatius in Holzappel zugeordnet und gehört mit ihr zum Pastoralen Raum Diez, welcher selbst wiederum dem Bezirk Limburg im Bistum Limburg eingegliedert ist.
Auf evangelischer Seite ist der Ort der Kirchengemeinde Holzappel im Dekanat Nassauer Land in der Propstei Rheinhessen-Nassauer Land der Evangelischen Kirche in Hessen und Nassau (EKHN) zugehörig.

## Politik

### Gemeinderat
Der Gemeinderat in Scheidt besteht aus acht Ratsmitgliedern, die bei der Kommunalwahl am 9. Juni 2024 in einer Mehrheitswahl gewählt wurden, und dem ehrenamtlichen Ortsbürgermeister als Vorsitzendem. In der Wahlperiode 2019–2024 hatte der Rat nur sechs Ratsmitglieder, da die Einwohnerzahl vorübergehend unter den vorgegebenen Grenzwert des rheinland-pfälzischen Kommunalwahlrechts gefallen war.

### Bürgermeister
Ortsbürgermeister von Scheidt ist Hans-Wilhelm Lippert. Bei der Direktwahl am 26. Mai 2019 wurde er mit einem Stimmenanteil von 67,77 % und am 9. Juni 2024 als einziger Bewerber mit 84,2 % jeweils für fünf Jahre wiedergewählt.